# Автоматизований переклад
Автоматизований переклад (автопереклад[джерело?], АП, англ. computer-aided translation, CAT) — переклад текстів з використанням комп'ютерних технологій. Від машинного перекладу (МП) він відрізняється тим, що весь процес перекладу здійснюється людиною, комп'ютер лише допомагає їй створити готовий текст за менший час або з кращою якістю. CAT-програми пропонують доступ до словників, глосаріїв, запам’ятовують вибір перекладача та в наступних подібних файлах автоматично підставляють раніше зроблений переклад.

## Загальний огляд
Ідея АП з'явилася з моменту появи комп'ютерів: перекладачі завжди виступали проти стандартної в ті роки концепції МП, на яку було спрямовано більшість досліджень в області комп'ютерної лінгвістики, але підтримували використання комп'ютерів для допомоги перекладачам. У 1960-і роки Європейське об'єднання вугілля та сталі (попередник сучасного Євросоюзу) почало створювати термінологічні бази даних під загальною назвою Eurodicautom. У Радянському Союзі для створення баз такого роду був створений ВІНІТІ.  
У сучасній формі ідея АП була розвинена у статті Мартіна Кея 1980 року, який висунув таку тезу:
```
Комп'ютер бере на себе рутинні операції та звільняє людину для операцій, що вимагають людського мислення
(By taking over what is mechanical and routine, it (computer) frees human beings for what is essentially human.
```

Наразі найпоширенішими способами використання комп'ютерів під час письмового перекладу є робота зі словниками й глосаріями, окремими термінологічними базами, пам'яттю перекладів (англ. translation memory, TM), що містить приклади раніше перекладених текстів, а також використання так званих корпусів — великих колекцій текстів однією або декількома мовами, що дає стислий опис того, як слова і вирази реально використовуються в мові в цілому або в конкретній предметній області. 
Для локалізації програмного забезпечення часто застосовуються спеціалізовані засоби, наприклад SDL Passolo, які дають змогу перекладати меню та повідомлення у програмних ресурсах і безпосередньо у скомпільованих програмах, а також тестувати коректність локалізації. Для перекладу аудіовізуальних матеріалів (здебільшого фільмів) також використовуються спеціалізовані засоби, наприклад, Swift, які об'єднують в собі деякі аспекти пам'яті перекладів, але додатково забезпечують можливість появи субтитрів за часом, їх форматування на екрані, відповідності відеостандартам тощо.
У синхронному перекладі використання засобів автоматизованого перекладу за необхідністю обмежено. Одним із прикладів є використання словників, що завантажуються на КПК. Іншим прикладом може служити напівавтоматичне витягання списків термінів під час підготовки до синхронного перекладу у вузькій предметній області.
У вузьких предметних областях за великої кількості початкових текстів і сталої термінології перекладачі можуть використовувати і машинний переклад, який здатен забезпечити гарну якість перекладу термінології та стійких виразів у вузькій області. Перекладач у цьому випадку здійснює так зване постредагування отриманого тексту. Більшу частину внутрішніх текстів Єврокомісії (головним чином юридичних тестів та поточної кореспонденції) перекладають із застосуванням МП.
Приклади систем автоматизованого перекладу на ринку програмного забезпечення: SDL Trados, memoQ, Transit, Déjà Vu, Wordfast, Wordfast Anywhere, OmegaT.

## Програми, використовувані під час автоматизованого перекладу
Автоматизований переклад — це широке поняття, що охоплює різні засоби й інструменти. Вони можуть включати:
- Програми для перевірки правопису, вбудовані в текстові редактори або як окремі програми.
- Програми для перевірки розділових знаків[en], які теж можуть бути вбудованими у текстові редактори, або додаткові програми;
- Програми для керування термінологією, які дають перекладачам змогу керувати своєю власною термінологічною базою в електронній формі. Це може бути створена в текстовому редакторі звичайна таблиця, електронна таблиця, а також база даних, збудована у програмі на кшталт FileMaker Pro. Для більш трудомістких (та дорожчих) рішень існує спеціальне програмне забезпечення на кшталт LogiTerm, SDL MultiTerm[en], Termex та інше.
- Електронні словники, одномовні або багатомовні.
- Термінологічні бази даних, що зберігаються в електронному вигляді або підключаються через мережу Інтернет, наприклад The Open Terminology Forum або TERMIUM Plus[en].
- Програми для повнотекстового пошуку («індексатори»), які дають користувачу змогу робити запити у раніше перекладених текстах або різних довідкових документах. У перекладацькому середовищі найбільш відомі такі індексатори як Naturel, ISYS Search Software[en] та dtSearch[en].
- Конкордансери, які дають змогу шукати приклади слів або висловів у поширеному контексті в одномовному, двомовному та багатомовному корпусах (бітексті або пам'яті перекладів).
- Бітекст, що не є дуже новим винаходом, являє собою наслідок злиття первинного тексту та його перекладу, що може бути пізніше проаналізованим програмами для повнотекстового пошуку або конкордансу.
- Програмне забезпечення для управління проєктами, що дає мовознавцям змогу структурувати складні перекладацькі проєкти, доручати різні завдання різним співробітникам, а потім наглядати за процесом їх виконання.
- Менеджери пам'яті перекладів (ТММ), що складаються з бази даних сегментів тексту первинною мовою та їх перекладів на одну та більше цільових мов.
- Майже повністю автоматичні системи, що нагадують машинний переклад, але дають користувачеві змогу вносити поправки в сумнівних випадках. Іноді такі програми називають машинним перекладом за участю людини.